# Tomba de Philippe Pot
La tomba de Philippe Pot és un monument funerari del segle XV dedicat a Philippe Pot, gran senescal de Borgonya. Es conserva i exposa al Museu del Louvre a París, que l'adquirí el 1889

## Descripció de la peça
La tomba és una escultura de pedra calcària policromada reforçada amb or i plom, que mesura 181 cm d'alt, 260 cm d'ample i 167 cm de profunditat. Es tracta d'una llosa sobre la qual descansa jacent la imatge de Philippe Pot, a grandària natural, representat amb armadura, amb les mans juntes sobre el pit en gest orant i amb un gos ajagut als seus peus.
La llosa és suportada per vuit ploraneres tallades en pedra negra, cadascuna d'elles acompanyada d'un escut que representa cadascuna de les vuit famílies de les que descendia Philippe Pot (Pot et Palamède, Courtiamble, Anguissola, Blaisy, Pot, Guénant, Neslesde i Montagu) Per bé que el grup escultòric sembla representar una processó funerària, l'escultura de Philippe Pot té els ulls oberts i és representat amb la seva armadura, un fet poc habitual en l'art funerari del segle xv, que acostumava a representar els difunts amb un sudari. A més, el cos està dipositat sobre un petit podi.
A la llosa s'hi llegeix l'epitafi de Philippe Pot, escrit en lletres gòtiques: CY DEMORRA MESSIR PHILIPPE POT [ … ] 7BRE L'AN MIL CCCCXCI[V].

## Història de la peça
Tradicionalment atribuïda a Antoine le Moiturier, es desconeix qui fou l'autor de l'obra, executada entre 1477 i 1483, tot i que recentment s'ha atribuït a Guillaume Chandelier, un escultor actiu entre 1482 i 1502 a Dijon, per bé que és una afirmació poc fonamentada.

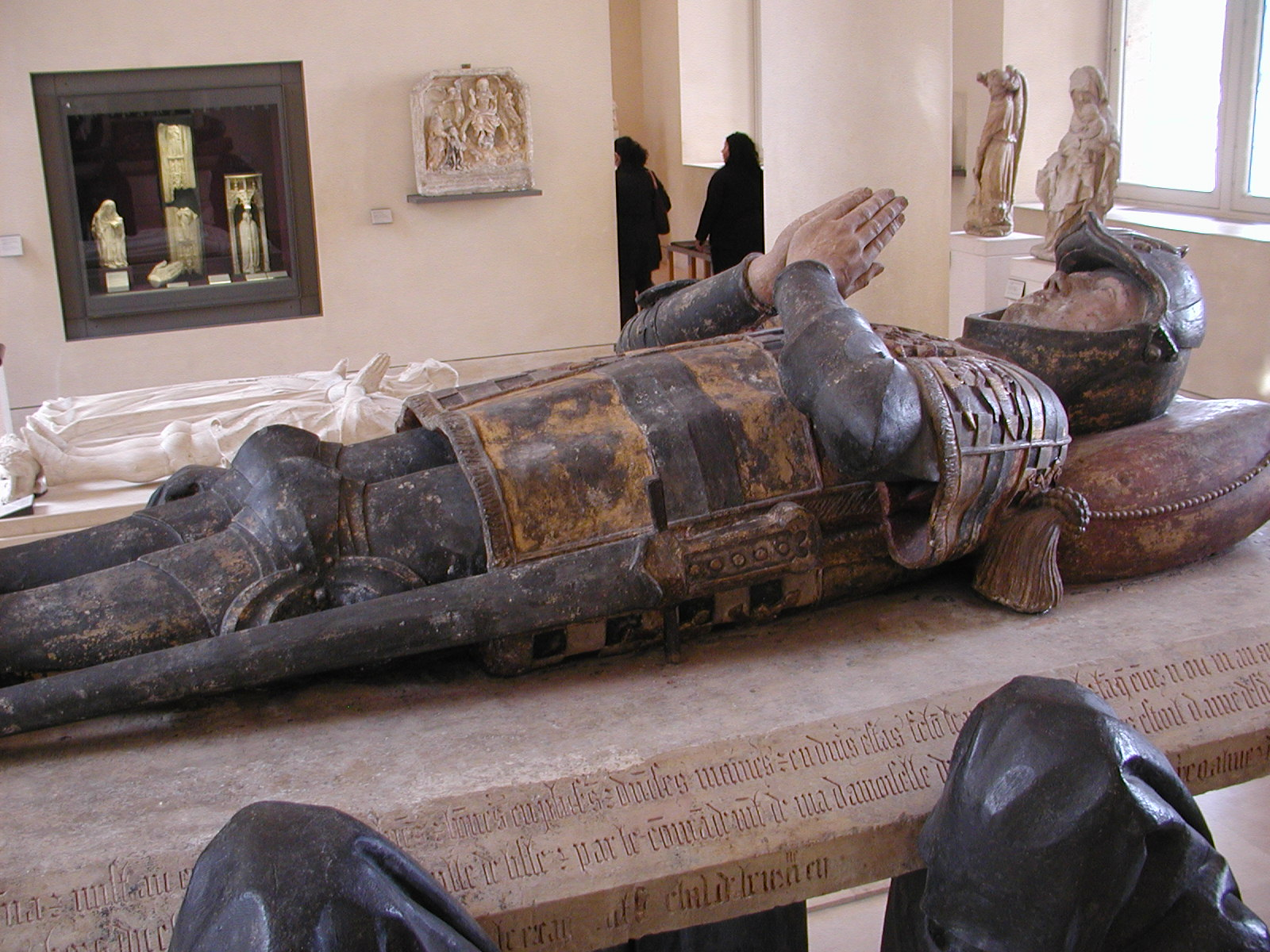
Efígie de Philippe Pot

L'escultura es va instal·lar a la capella de Sant Joan Baptista de l'església de l'abadia de Cîteaux, però durant la Revolució Francesa fou declarada bé nacional i fou destinada al museu que s'havia d'instal·lar a l'església de Sant Benigne de Dijon.Tanmateix, l'obra va desaparèixer fins al 4 de maig de 1791, quan Dardelin i Duleu la vengueren i aquesta passà a mans de Jean François Pasquier de Messanges. La col·lecció de Pasquier de Messanges fou subhastada l'any 1808, i la tomba de Philippe Pot fou adquirida per Charles Richard de Vesvrotte a canvi de 53 francs de l'època. De Vesvrotte va instal·lar l'obra al jardí de l'hôtel de Ruffey, un edifici que el mateix Vesvrotte es va vendre l'any 1850. Llavors, la tomba fou instal·lada a la cripta de l'hôtel d'Agrain, a Dijon. L'any 1886, l'estat francès va reclamar la propietat de la peça a Armand de Vesvrotte i s'inicià un litigi que es va resoldre l'any 1889, quan el Museu de Louvre la va adquirir per a les seves col·leccions.